# JoJo Offerman
 (janvier 2023).
Pour les articles homonymes, voir Offerman.
Joseann Alexie Offerman (née le 10 mars 1994) est une annonceuse de ring, catcheuse et chanteuse américaine. Elle est connue pour son rôle en tant qu'annonceuse à la World Wrestling Entertainment dans la division Raw sous le nom de JoJo.

## Carrière

### World Wrestling Entertainment (2013-...)

#### Total Divas, NXT etRaw(2013-2021)
En avril 2013 la WWE annonce le lancement d'un nouveau programme Total Divas, une émission de téléréalité sur le quotidien des Divas et certains catcheurs de la fédération. Jojo Offerman fait partie des jeunes femmes recrutées pour lancer ce programme.
Elle fait ses débuts en tant que catcheuse le 7 octobre et fait équipe avec Eva Marie et Natalya et ensemble elles remportent leur match face à Aksana, Alicia Fox et Rosa Mendes. Deux semaines plus tard aux Survivor Series, elle participe à un match par équipe à élimination opposant l'équipe des Total Divas dont elle fait partie avec Eva Marie, Brie et Nikki Bella, Natalya, Cameron et Naomi face à AJ Lee, Aksana, Alicia Fox, Rosa Mendes, Kaitlyn, Summer Rae et Tamina où elle est éliminée par Alicia Fox mais l'équipe des Total Divas remporte le match (qui sera d'ailleurs considéré comme étant le pire match de l'année par le Wrestling Observer Newsletter),.
Elle sera inactive pendant 1 an, avant de faire son retour courant 2014 en tant qu'annonceuse de ring a NXT. En 2016, elle devient l'annonceuse officielle de Raw.

#### Vie privée
Joseann Offerman était en couple avec la Superstar de la WWE, Bray Wyatt. Ils ont deux enfants ensemble : Knash Sixx (né le 18 mai 2019) et Hyrie Von (née le 28 mai 2020). Wyatt et Offerman se sont fiancés le 28 avril 2022.
Le 24 août 2023, son mari Bray Wyatt, décède à l'âge de 36 ans d'un arrêt cardiaque, dû à des complications liée au COVID-19.